# Nikolaj Vasil'evič Novikov
Nikolaj Vasil'evič Novikov (in russo Никола́й Васи́льевич Но́виков?; San Pietroburgo, 7 febbraio 1903 – Leningrado, 1989) è stato un diplomatico e ambasciatore sovietico.

## Biografia
Si laureò all'Istituto Orientale di San Pietroburgo nel 1930. Negli anni successivi ricoprì vari incarichi scientifici e accademici, prestando servizio anche al Ministero degli Esteri a Mosca e come rappresentante sovietico al Cairo durante la seconda guerra mondiale. In particolare, prestò servizio come ambasciatore dell'Unione Sovietica negli Stati Uniti dal 10 aprile 1946 fino al 24 ottobre 1947; era lontano da Washington da quando era stato richiamato a Mosca per consultazioni il 26 luglio di quell'anno.
Novikov e sua moglie ebbero due figli, Yuri (nato nel 1939) e Nikolai (nato nel 1943).
Nel 1990, durante la glasnost', furono pubblicati alcuni documenti di Novikov del 1946, tra i quali l'influente "telegramma Novikov" o "rapporto Novikov" risposta sovietica al Lungo telegramma di George Kennan. Secondo Novikov:
Novikov faceva cenno ai «dibattiti su una “terza guerra”, che si riferiscono ad una guerra contro l'Unione Sovietica» e rilevava come in questi dibattiti ci si riferisse anche alla «minaccia dell'impiego della bomba atomica». Secondo l'ambasciatore, tale prospettiva veniva suscitata in larghi settori dell'opinione pubblica americana, con lo scopo di porre l'URSS sotto una «pressione politica» e di creare «un'atmosfera di psicosi bellica». Ma è evidente che egli stesso considerava tale prospettiva alquanto realistica. La creazione dei presupposti «per la conquista del dominio mondiale» da parte americana doveva infatti necessariamente volgersi contro «il principale ostacolo» a tale dominio: perciò era facile prevedere che «la guerra futura» sarebbe stata preparata dagli Stati Uniti come una guerra «contro l'Unione Sovietica».